# Macklemore & Ryan Lewis
Macklemore & Ryan Lewis sind ein US-amerikanisches Hip-Hop-Duo aus Seattle. Es besteht aus den Musikern Macklemore und Ryan Lewis. Von 2011 bis 2016 hatten sie einige internationale Erfolge, darunter die Nummer-eins-Hits Thrift Shop und Can’t Hold Us.

## Geschichte
2006 lernte Produzent und Fotograf Ryan Lewis Macklemore auf MySpace kennen und machte ein Fotoshooting mit ihm. 2008 begann Lewis, als Macklemore seine Oxycontin-Sucht überwunden hatte, mit ihm musikalisch zusammenzuarbeiten. 2009 produzierte Lewis für Macklemore das Unplanned Mixtape. Die im Dezember desselben Jahres produzierte EP VS. EP veröffentlichten sie erstmals als „Macklemore & Ryan Lewis“ und boten sie zum freien Download an. Im Oktober 2010 kam die überarbeitete VS. Redux – EP auf den Markt.

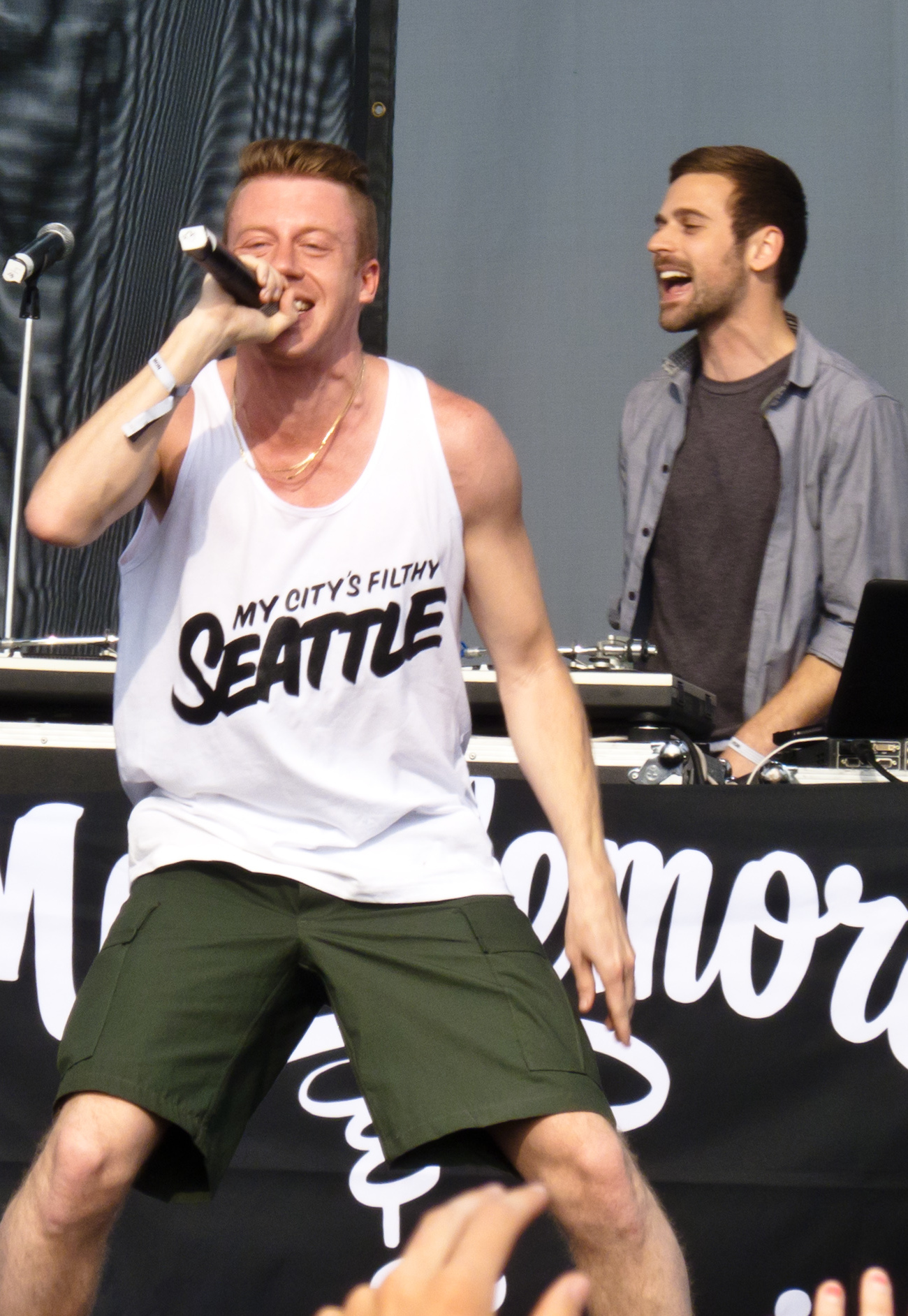
Macklemore & Ryan Lewis bei einem Auftritt beim Sasquatch 2011

Nach einer kleineren Tour zu Beginn des Jahres 2011 folgte im Sommer 2011 die Single Can’t Hold Us mit dem R&B-Sänger Ray Dalton als Gast. Sie brachte erstmals größere Aufmerksamkeit besonders im Internet. Von Oktober bis Dezember 2011 tourten sie durch Nordamerika, Großbritannien und Irland.
Im September 2012 veröffentlichten sie ihr Debütalbum The Heist. Parallel dazu startete die The Heist World Tour und führte Macklemore & Ryan Lewis bis Dezember durch Europa und die USA. Australien und Neuseeland folgen später. In dieser Zeit entwickelte sich der Track Thrift Shop zu einem Hit in Nordamerika, Europa und Australien. Er erreichte die Nummer-eins-Position in den USA, in Kanada, Australien, Neuseeland, Frankreich, Dänemark, Norwegen und in der Schweiz. In den USA bekam es eine seltene Diamant-Auszeichnung für 10 Millionen umgesetzte Einheiten, weltweit kamen zahlreiche Platinauszeichnungen und mehrere Millionen Einheiten hinzu. Das Album The Heist kam auf Platz 2 der US-Albumcharts und erreichte international zahlreiche Top-20-Platzierungen.
Im zweiten Anlauf wurde danach auch Can’t Hold Us noch zu einem großen Hit mit vielen Top-5-Platzierungen international und der zweiten Nummer-eins-Position in den USA. Mit Same Love und White Walls kamen noch zwei weitere erfolgreiche Songs aus dem Album hinzu.
Macklemore & Ryan Lewis verzichteten auch nach ihrem weltweiten Erfolg auf eine Zusammenarbeit mit einem großen Label und vertrieben ihre Musik sowie Merchandising-Produkte ausschließlich im Eigenvertrieb.
Ab November 2013 setzten sich beide als Botschafter der Vereinten Nationen für die Gleichberechtigung von Homosexuellen ein.
Bei den Grammy Awards 2014 dominierten sie die Kategorie Rap, Thrift Shop gewann zwei und das Album The Heist eine Auszeichnung. Außerdem wurden Macklemore & Ryan Lewis in einer Hauptkategorie als Newcomer des Jahres ausgezeichnet. Für drei weitere Preise waren sie nominiert.
Die erste Single zu ihrem zweiten Album, Growing Up, veröffentlichten Macklemore und Ryan Lewis am 5. August 2015 und stellten sie zum kostenlosen Download bereit. Macklemore schrieb einen Brief an die Fans, in dem er die privaten Geschehnisse der letzten Jahre thematisiert und stellte diesen auf eine eigens eingerichtete Website für den Song. Ed Sheeran trat als Gastmusiker auf. In dem Song redet Macklemore über seine Tochter.
Im August 2015 veröffentlichten Macklemore & Ryan Lewis die Single Downtown zusammen mit einem Musikvideo. Damit traten sie auch bei den MTV Video Music Awards auf. Bei den American Music Awards im November 2015 präsentierte Macklemore dann zusammen mit Leon Bridges den Song Kevin, ein sehr emotionales Lied über einen seiner Freunde, der 2010 an einer Überdosis OxyContin verstarb. Macklemore kritisiert dabei die Pharmaindustrie und die Ärzte für ihren falschen Umgang mit dem Verschreiben von Rezepten und die reine Geldgier der Konzerne. Im Januar 2016 wurde das neue Album offiziell mit einem Video angekündigt, in dem die Produktion und die Inspirationen des Albums beschrieben werden. Kurz danach wurde die Single White Privilege II veröffentlicht. Der Song wurde zusammen mit einigen People of Color, darunter Bürgerrechtler und Musiker, produziert, u. a. Jamila Woods. In dem 9-minütigen Werk beschreibt Macklemore seine Rolle in der Hip-Hop-Szene, kritisiert das weiße Amerika für den falschen Umgang mit den Ereignissen in Ferguson 2014 und die Polizei. Dabei redet er auch über die Teilnahme an einer Black-Lives-Matter-Veranstaltung in Seattle. Er richtet sich auch an Fans, die ihn nur wegen des Erfolgs lieben und die Intentionen hinter vielen seiner Songs nicht verstehen. Er kritisiert sich aber auch selbst für seinen Umgang mit den Ereignissen und seiner Rolle in der Hip-Hop-Szene. Einen Tag vor dem Release des Albums wurde das Musikvideo zu Kevin veröffentlicht.
Am 26. Februar 2016 veröffentlichte das Duo sein zweites Studioalbum This Unruly Mess I’ve Made. Obwohl es in einigen Ländern höhere Platzierungen erreichte als das Vorgängeralbum, blieb es deutlich hinter dem früheren Erfolg zurück. Mit Downtown enthielt es auch nur einen Charthit, der es in den meisten Ländern nicht in die Top 10 schaffte und nur in Australien, wo sie zuvor schon besonders erfolgreich gewesen waren, erreichten sie Platz 1.
Nach dem Rückschlag begann Macklemore ab 2017 mit mehreren Soloveröffentlichungen und tat sich mit anderen Interpreten zusammen. Auch Ryan Lewis produzierte andere Musiker, darunter die Sängerin Kesha.
Ende Oktober 2021 veröffentlichte Macklemore wieder einen Song mit Ryan Lewis.

## Diskografie
Studioalben

| Jahr | Titel Musiklabel                        | Höchstplatzierung, Gesamtwochen, AuszeichnungChartplatzierungen (Jahr, Titel, Musiklabel, Platzierungen, Wochen, Auszeichnungen, Anmerkungen) | Höchstplatzierung, Gesamtwochen, AuszeichnungChartplatzierungen (Jahr, Titel, Musiklabel, Platzierungen, Wochen, Auszeichnungen, Anmerkungen) | Höchstplatzierung, Gesamtwochen, AuszeichnungChartplatzierungen (Jahr, Titel, Musiklabel, Platzierungen, Wochen, Auszeichnungen, Anmerkungen) | Höchstplatzierung, Gesamtwochen, AuszeichnungChartplatzierungen (Jahr, Titel, Musiklabel, Platzierungen, Wochen, Auszeichnungen, Anmerkungen) | Höchstplatzierung, Gesamtwochen, AuszeichnungChartplatzierungen (Jahr, Titel, Musiklabel, Platzierungen, Wochen, Auszeichnungen, Anmerkungen) | Anmerkungen                            |
| Jahr | Titel Musiklabel                        | DE | AT | CH | UK | US | Anmerkungen                            |
| ---- | --------------------------------------- | --- | --- | --- | --- | --- | -------------------------------------- |
| 2012 | The Heist Selbstverlag                  | DE6 Platin · (47 Wo.)DE | AT14 Gold · (52 Wo.)AT | CH10 Gold · (60 Wo.)CH | UK19 Platin · (57 Wo.)UK | US2 ×5Fünffachplatin · (102 Wo.)US | Erstveröffentlichung: 9. Oktober 2012  |
| 2016 | This Unruly Mess I’ve Made Selbstverlag | DE4 (7 Wo.)DE | AT4 (8 Wo.)AT | CH3 (8 Wo.)CH | UK16 (4 Wo.)UK | US4 (7 Wo.)US | Erstveröffentlichung: 26. Februar 2016 |

## Internationale Auftritte (Auswahl)
- 2011: Fall Fling 2011 Seattle, USA
- 2011: Macklemore + Special Guests London, Großbritannien
- 2012: Splash! Festival 2012 Gräfenhainichen, Deutschland
- 2012: Openair Frauenfeld 2012 Frauenfeld, Schweiz
- 2012: Hip Hop Kemp 2012 Hradec Králové, Tschechien
- 2012: Westword Music Showcase Denver, USA
- 2012: Westword Music Showcase Hamburg, Deutschland
- 2012: Westword Music Showcase Krakau, Polen
- 2012: Westword Music Showcase Bremen, Deutschland
- 2013: Westword Music Showcase München, Deutschland
- 2013: Hurricane Festival 2013 Scheeßel, Deutschland
- 2013: Southside Festival 2013 Neuhausen Ob Eck, Deutschland
- 2013: Splash! Festival 2013 Gräfenhainichen, Deutschland
- 2013: Openair St.Gallen 2013 St. Gallen, Schweiz
- 2013: The Heist Tour Hallenstadion, Zürich, Schweiz
- 2013: The Heist Tour Westfalenhalle 1, Dortmund, Deutschland
- 2013: The Heist Tour o2 World, Berlin, Deutschland
- 2013: The Heist Tour Schleyerhalle, Stuttgart, Deutschland
- 2014: Sziget Festival, Budapest, Ungarn
- 2014: Frequency Festival St. Pölten, Österreich
- 2014: Chiemsee Summer Übersee am Chiemsee, Deutschland
- 2014: Openair Frauenfeld 2014 Frauenfeld, Schweiz
- 2015: Lollapalooza 2015 Berlin, Deutschland
- 2016: An Evening with Macklemore & Ryan Lewis Tour Amerika & Europa
- 2017: Gurtenfestival, Bern, Schweiz
- 2017: Moon and Stars, Locarno, Schweiz
- 2017: Rock am Ring, Nürburgring, Deutschland
- 2017: Rock im Park, Deutschland

## Auszeichnungen
MTV Video Music Awards
- 2013: in der Kategorie Best Hip-Hop Video für Can’t Hold Us (feat. Ray Dalton)
- 2013: in der Kategorie Best Cinematography für Can’t Hold Us (feat. Ray Dalton)
- 2013: in der Kategorie Best Video with a Social Message für Same Love (feat. Mary Lambert)
- 2015: in der Kategorie Best Music Video für Downtown (feat. Eric Nally, Melle Mel, Kool Moe Dee & Grandmaster Caz)

Grammy Awards
- 2014: in der Kategorie Best New Artist
- 2014: in der Kategorie Best Rap Performance für Thrift Shop
- 2014: in der Kategorie Best Rap Song für Thrift Shop
- 2014: in der Kategorie Best Rap Album für The Heist